# Ministerio de Fomento y Obras Públicas del Perú
Por ley del 22 de enero de 1896 del gobierno constitucional de Nicolás de Piérola fue creado el Ministerio de Fomento y Obras Públicas del Perú. El 25 de enero fue designado como su primer titular el ingeniero Eduardo López de Romaña, que luego sería Presidente del Perú.

## Estructura
El ministerio reunió inicialmente los siguientes despachos:
- Obras Públicas (que antes había pertenecido al Ministerio de Gobierno y Policía).
- Industrias (que antes formaba parte del Ministerio de Hacienda).
- Beneficencia (que provenía del Ministerio de Justicia e Instrucción).

Por el decreto de 25 de febrero de 1896 se crearon dos Direcciones en el Ministerio: Fomento (a cargo de los asuntos de minas, industrias, beneficencia e higiene) y Obras Públicas e Irrigación.
Por ley de 3 de octubre de 1896, la Escuela de Ingenieros pasó a depender de este Ministerio (antes lo estaba del Ministerio de Justicia e Instrucción).

## Sede
El Ministro despachaba en una oficina de Palacio de Gobierno del Perú. Posteriormente fue trasladado al local donde hoy se levanta el Palacio Municipal. En 1910 se dispuso su traslado permanente al Palacio de la Exposición, donde compartía las instalaciones con el Concejo Municipal de Lima; con el tiempo este local resultó insuficiente y el ministerio se albergó en un edificio ubicado en la avenida 28 de Julio.

## Importancia
La fundación de este Ministerio constituyó un hito en la reestructuración del estado peruano, post guerra del Pacífico. Desde la fundación de la República hasta entonces, habían existido solo cinco ministerios: Gobierno y Policía; Relaciones Exteriores; Justicia e Instrucción; Hacienda y Comercio; y Guerra y Marina. La creación de un Ministerio de Fomento implicaba que el Estado estaba convencido de que debía promover el desarrollo económico y material del país. El nuevo ministerio atrajo a una nueva burocracia, conformada por ingenieros, sociólogos, economistas, médicos, geógrafos. A lo largo del siglo XX, este Ministerio fue disgregándose en otros: Trabajo, Salud, Agricultura, Pesquería, Industria y Turismo, Minería, Transportes y Comunicaciones, Vivienda y Construcción, etc.

## Ministros de Fomento y Obras Públicas
| Imagen | Ministro                      | Partido           | Fecha de inicio          | Presidente                             |
| --- | ----------------------------- | ----------------- | ------------------------ | -------------------------------------- |
| | Eduardo López de Romaña       |                   | 25 de enero de 1896      | Nicolás de Piérola                     |
| | Manuel J. Cuadros             |                   | 8 de agosto de 1896      | Nicolás de Piérola                     |
| | Ricardo L. Flores Gaviño      | Partido Liberal   | 25 de noviembre de 1897  | Nicolás de Piérola                     |
| | Francisco Almenara Butler     |                   | 17 de mayo de 1898       | Nicolás de Piérola                     |
| | Carlos Basadre Forero         |                   | 8 de septiembre de 1899  | Eduardo López de Romaña                |
| | Enrique Coronel Zegarra       |                   | 14 de diciembre de 1899  | Eduardo López de Romaña                |
| | José Granda Esquivel          |                   | 7 de agosto de 1900      | Eduardo López de Romaña                |
| Dr. Miguel Abraham Rojas Mesía (Chachapoyas, 1862 - Lima, 1949). Médico, político, filósofo y poeta amazonense. | Miguel A. Rojas               |                   | 30 de agosto de 1900     | Eduardo López de Romaña                |
| | Agustín Tovar Aguilar         |                   | 2 de octubre de 1900     | Eduardo López de Romaña                |
| | Agustín de la Torre González  |                   | 19 de marzo de 1901      | Eduardo López de Romaña                |
| | Eugenio Larrabure y Unanue    |                   | 11 de septiembre de 1901 | Eduardo López de Romaña                |
| | Teodoro Elmore                |                   | 9 de agosto de 1902      | Eduardo López de Romaña                |
| | David Matto Usandivaras       |                   | 4 de noviembre de 1902   | Eduardo López de Romaña                |
| | Manuel C. Barrios             |                   | 8 de septiembre de 1903  | Manuel Candamo                         |
| | José Balta Paz                |                   | 14 de mayo de 1904       | Serapio Calderón                       |
| | José Balta Paz (continuación) |                   | 24 de septiembre de 1904 | José Pardo y Barreda                   |
| | Pedro Portillo                | Militar           | 9 de marzo de 1906       | José Pardo y Barreda                   |
| | Delfín Vidalón                |                   | 31 de julio de 1906      | José Pardo y Barreda                   |
| | Francisco Alayza y Paz Soldán |                   | 24 de septiembre de 1908 | Augusto B. Leguía                      |
| | David Matto Usandivaras       |                   | 8 de junio de 1909       | Augusto B. Leguía                      |
| | Julio Ego-Aguirre Dongo       |                   | 17 de diciembre de 1909  | Augusto B. Leguía                      |
| | Agustín de la Torre González  |                   | 31 de agosto de 1911     | Augusto B. Leguía                      |
| | José Manuel García Córdova    | Partido Civil     | 30 de noviembre de 1911  | Augusto B. Leguía                      |
| | Fermín Málaga Santolalla      |                   | 24 de septiembre de 1912 | Guillermo Billinghurst                 |
| | Víctor Castro Iglesias        |                   | 17 de junio de 1913      | Guillermo Billinghurst                 |
| | Pedro Portillo                | Militar           | 4 de agosto de 1913      | Guillermo Billinghurst                 |
| | Francisco Alayza y Paz Soldán |                   | 26 de septiembre de 1913 | Guillermo Billinghurst                 |
| | Pedro Portillo                | Militar           | 31 de diciembre de 1913  | Guillermo Billinghurst                 |
| | Benjamín Boza                 | Partido Demócrata | 3 de febrero de 1914     | Óscar R. Benavides (Junta de Gobierno) |
| | Joaquín Capelo                |                   | 15 de mayo de 1914       | Óscar R. Benavides (Provisorio)        |
| | Francisco Alayza y Paz Soldán |                   | 22 de agosto de 1914     | Óscar R. Benavides (Provisorio)        |
| | Belisario Sosa                |                   | 18 de agosto de 1915     | José Pardo y Barreda                   |
| | Héctor Escardó Salazar        |                   | 27 de julio de 1917      | José Pardo y Barreda                   |
| | Clemente J. Revilla           |                   | 27 de abril de 1918      | José Pardo y Barreda                   |
| | Manuel Vinelli                |                   | 2 de septiembre de 1918  | José Pardo y Barreda                   |
| | Augusto Arrese Vegas          |                   | 2 de marzo de 1919       | José Pardo y Barreda                   |
| | Salvador Gutiérrez Pestana    |                   | 5 de julio de 1919       | Augusto B. Leguía (Oncenio)            |
| | Matías León Carrera           |                   | agosto de 1919           | Augusto B. Leguía (Oncenio)            |
| | Salvador Olivares             |                   | 6 de diciembre de 1919   | Augusto B. Leguía (Oncenio)            |
| | Julio Ego-Aguirre Dongo       |                   | 27 de abril de 1920      | Augusto B. Leguía (Oncenio)            |
| | Pedro José Rada y Gamio       | PDR               | 8 de marzo de 1921       | Augusto B. Leguía (Oncenio)            |
| | Lauro Curletti Valdés         |                   | 15 de agosto de 1921     | Augusto B. Leguía (Oncenio)            |
| | Pío Max Medina                |                   | 1 de marzo de 1923       | Augusto B. Leguía (Oncenio)            |
| | Manuel Gregorio Masías        |                   | 12 de octubre de 1924    | Augusto B. Leguía (Oncenio)            |
| | Pedro José Rada y Gamio       | PDR               | 20 de julio de 1925      | Augusto B. Leguía (Oncenio)            |
| | Celestino Manchego Muñoz      | PDR               | septiembre del 1926      | Augusto B. Leguía (Oncenio)            |
| | Ernesto Sousa Matute          |                   | diciembre de 1926        | Augusto B. Leguía (Oncenio)            |
| | Celestino Manchego Muñoz      | PDR               | 25 de noviembre de 1927  | Augusto B. Leguía (Oncenio)            |
| | Alfredo Mendiola              |                   | 12 de octubre de 1929    | Augusto B. Leguía (Oncenio)            |
| | Eulogio Castillo              | Militar           | 24 de agosto de 1930     | Augusto B. Leguía (Oncenio)            |
| | Eduardo Castro Ríos           | Militar           | 25 de agosto de 1930     | Manuel María Ponce (Junta Militar)     |
| | Eulogio Castillo              | Militar           | 27 de agosto de 1930     | Luis Sánchez Cerro (Junta Militar)     |
| | Manuel E. Rodríguez           | Militar           | 24 de noviembre de 1930  | Luis Sánchez Cerro (Junta Militar)     |
| | Ulises Reátegui Morey         |                   | 11 de marzo de 1931      | David Samanez Ocampo (Junta Nacional)  |
| | Germán Arenas y Loayza        |                   | 8 de diciembre de 1931   | Luis Sánchez Cerro                     |
| | Elías Lozada Benavente        |                   | 29 de enero de 1932      | Luis Sánchez Cerro                     |
| | Ricardo Caso                  |                   |                          | Luis Sánchez Cerro                     |
| | Manuel E. Rodríguez           | Militar           |                          | Luis Sánchez Cerro                     |
| | Manuel E. Rodríguez           | Militar           | 30 de abril de 1933      | Óscar R. Benavides (Provisorio)        |
| | Pablo Ernesto Sánchez Cerro   | UR                | 3 de mayo de 1933        | Óscar R. Benavides (Provisorio)        |
| | Carlos Alayza y Roel          |                   | 29 de junio de 1933      | Óscar R. Benavides (Provisorio)        |
| | Héctor Boza                   |                   | 26 de noviembre de 1933  | Óscar R. Benavides (Provisorio)        |
| | Manuel E. Rodríguez           | Militar           | 21 de mayo de 1935       | Óscar R. Benavides (Provisorio)        |
| | Héctor Boza                   |                   | 13 de abril de 1936      | Óscar R. Benavides (Provisorio)        |
| | Federico Recavarren           |                   | 23 de octubre de 1936    | Óscar R. Benavides (Provisorio)        |
| | Héctor Boza                   |                   | 29 de octubre de 1937    | Óscar R. Benavides (Provisorio)        |
| | Carlos Moreyra y Paz Soldán   |                   | 8 de diciembre de 1939   | Manuel Prado Ugarteche                 |
| | Enrique Góngora Pareja        |                   | 28 de julio de 1945      | José Luis Bustamante y Rivero          |
| | César Elías Gonzales          |                   |                          | José Luis Bustamante y Rivero          |
| | Alfredo Fort Magot            |                   |                          | José Luis Bustamante y Rivero          |
| | Jorge Sarmiento Calmet        |                   |                          | José Luis Bustamante y Rivero          |
| | Bernardino Vallenas           |                   |                          | José Luis Bustamante y Rivero          |
| | Alfonso Llosa González-Pavón  | Militar           | 3 de noviembre de 1948   | Manuel A. Odría (Junta Militar)        |
| | José del Carmen Cabrejo Mejía | Militar           | 28 de julio de 1950      | Manuel A. Odría                        |
| | Carlos Salazar Southwell      |                   | 1951                     | Manuel A. Odría                        |
| | Eduardo Miranda Sousa         |                   | 4 de agosto de 1952      | Manuel A. Odría                        |
| | Fernando Noriega Calmet       | Ingeniero         | 26 de julio de 1954      | Manuel A. Odría                        |
| | Roberto Dianderas Chumbiauca  | Militar           | 24 de diciembre de 1955  | Manuel A. Odría                        |
| | Carlos Alzamora Elster        | MDP               | 28 de julio de 1956      | Manuel Prado Ugarteche                 |
| | Federico Hilbck Seminario     |                   | 1957                     | Manuel Prado Ugarteche                 |
| | Eduardo Dibós Dammert         |                   | 1958                     | Manuel Prado Ugarteche                 |
| | Alfonso Rizo Patrón Remy      |                   | 1959                     | Manuel Prado Ugarteche                 |
| | Jorge Grieve Madge            |                   | 1960                     | Manuel Prado Ugarteche                 |
| | Máximo Verástegui Izurieta    | Militar           | 26 de julio de 1962      | Junta Militar de Gobierno              |
| | Carlos Pestana Zevallos       |                   | 28 de julio de 1963      | Fernando Belaúnde Terry                |
| | Carlos Morales Macchiavello   |                   | 14 de septiembre de 1964 | Fernando Belaúnde Terry                |
| | Gastón Acurio Velarde         |                   | 15 de septiembre de 1965 | Fernando Belaúnde Terry                |
| | Enrique Tola Mendoza          |                   | 8 de septiembre de 1967  | Fernando Belaúnde Terry                |
| | Sixto Gutiérrez Chamorro      |                   | 29 de enero de 1968      | Fernando Belaúnde Terry                |
| | Pablo Carriquiry Maurer       |                   | 20 de marzo de 1968      | Fernando Belaúnde Terry                |
| | Carlos Morales Macchiavello   |                   | 1 de junio de 1968       | Fernando Belaúnde Terry                |